# Prionyx bifoveolatus
Prionyx bifoveolatus là một loài côn trùng cánh màng trong họ Sphecidae, thuộc chi Prionyx. Loài này được Taschenberg miêu tả khoa học đầu tiên năm 1869.